# Masakra łacinników (1182)

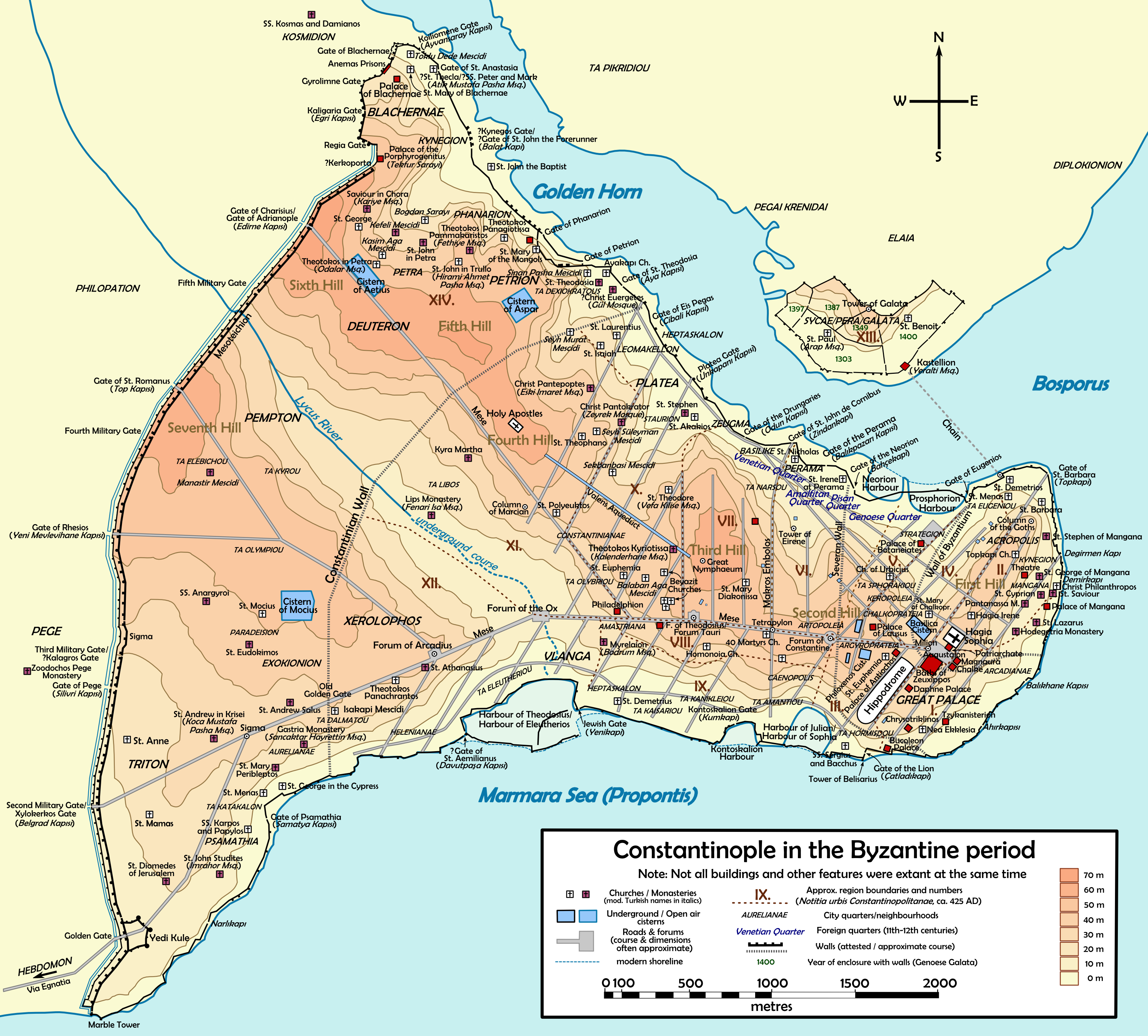
Mapa Konstantynopola w XII wieku. Nazwy dzielnic zajmowanych przez łacinników wyróżnione są fioletową czcionką

Masakra łacinników – pogrom osób wyznających rzymski katolicyzm, pochodzących z zachodniej Europy, dokonana przez Greków wyznania prawosławnego. Miała miejsce w maju 1182 roku w Konstantynopolu. Ofiarą padli głównie duchowni i kupcy, którzy byli powszechnie znienawidzeni przez mieszkańców Konstantynopola. Liczbę łacinników w stolicy cesarstwa szacuje się na od 20 000 do 60 000. Wielu zginęło, inni zostali zmuszeni do ucieczki, lub sprzedani jako niewolnicy Turkom. Największe straty poniosły społeczności genueńska i pizańska.
Masakra pogorszyła i tak napięte stosunki między wschodnimi a zachodnimi chrześcijanami, co zaowocowało później wieloma krwawymi zdarzeniami, takimi jak na przykład zdobycie Konstantynopola przez siły IV krucjaty i rzeź jego mieszkańców.

## Tło
Od końca XI wieku zachodni kupcy, głównie z italskich republik takich jak Wenecja, Genua i Piza, zaczęli rozwijać działalność handlową na wschodzie. Jednymi z pierwszych byli Wenecjanie którzy otrzymali wiele przywilejów handlowych od cesarza Aleksego I. Rozwój przywilejów dla zachodnich kupców i zanik morskiej potęgi Bizancjum zaowocował przejściem prawie całego handlu na Morzu Śródziemnym i Czarnym w ręce łacinników. Cesarz Manuel I Komnen chcąc pozbawić Wenecjan dominującej pozycji zaczął nadawać analogiczne przywileje ich konkurentom: Pizańczykom, Genueńczykom i Amalfijczykom. W wyniku tego wszystkie cztery republiki morskie zakładały swoje faktorie handlowe na terenach cesarstwa, zwłaszcza w Konstantynopolu gdzie wydzielono dla nich osobne dzielnice i kwartały.
Dominacja kupców italskich wywołała sprzeciw rdzennych kupców. Bogaci handlarze bizantyjscy tracili nie tylko pieniądze ale i wpływy na rzecz arystokracji ziemskiej. Niechęć do łacinników nie była również obca klasie średniej i niższej, które widziały w nich aroganckich obcych, do tego heretyków, którzy odeszli od ortodoksji. Różnice religijne stanowiły istotny czynnik, zwiększający niechęć między obydwiema stronami. Włosi w Konstantynopolu byli na tyle silni i niezależni że często łamali prawo i nie stosowali się do zarządzeń administracji. Przykładem może być atak kupców pizańskich i weneckich na dzielnicę Genui w Konstantynopolu w 1162 roku, który doprowadził do dużych zniszczeń, ucierpiały także greckie okolice dzielnicy.
W 1171 roku ponownie doszło do walk między Genueńczykami a Wenecjanami. Stroną atakującą byli Wenecjanie, toteż cesarz nakazał aresztować wszystkich obywateli tej republiki przebywających na terenie cesarstwa i odbierał im cały majątek. Rewanż Wenecji, czyli wyprawa floty na Morze Egejskie, zakończył się porażką z powodu silnych fortyfikacji nadbrzeżnych miast bizantyjskich. Wenecjanie przystąpili więc do negocjacji, które jednak utknęły w martwym punkcie. Wenecka flota stacjonowała koło Chios przez całą zimę, aż w końcu zmuszona została do opuszczenia tych terenów z powodu rozprzestrzeniającej się epidemii. Wenecja i cesarstwo pozostawały w stanie wojny a republika sponsorowała przeciwników Konstantynopola. Wspomogła finansowo powstańców w Serbii, brała udział w oblężeniu Ankony, ostatniej fortecy Bizancjum w Italii, a także podpisała porozumienie z groźnymi dla cesarstwa przeciwnikami- Normanami Sycylijskimi. Prawdopodobnie pod koniec lat 70. XII wieku sytuacja uległa poprawie, istnieją przesłanki iż w 1179 roku doszło do zawarcia porozumienia ale wydaje się, że ostateczny koniec konfliktu przypada na połowę następnej dekady. Na walkach z Wenecją skorzystały Genua i Piza, które znacznie rozwinęły działalność na ziemiach cesarstwa. Szacuje się, iż w samym Konstantynopolu na początku lat 80. XII wieku żyło do 60 000 łacinników, choć istnieją szacunki ostrożniejsze: pod koniec lat 60. XII wieku w Konstantynopolu miało mieszkać 1000 Pizańczyków i 300 Genueńczyków.

## Masakra
Po śmierci cesarza Manuela I Komnena w 1180 roku władzę objęła jego żona Maria z Antiochii, występująca jako regentka w imieniu nieletniego Aleksego II Komnena. Faworyzowała ona przybyszów z Europy zachodniej, nadając im urzędy i wysoką pozycję na dworze. Kontynuowała również politykę nadawania przywilejów kupcom włoskim i arystokracji ziemskiej, lekceważąc interesy wysokiego i średniego kupiectwa, a także niższych warstw społeczeństwa. W 1182 roku została zdetronizowana przez Andronika I Komnena, który cieszył się olbrzymim poparciem ludu. Świętowanie sukcesu Androdnika przez greckich mieszkańców Konstantynopola przerodziło się szybko w wystąpienie przeciwko, zdaniem ludu, winowajcom złego stanu rzeczy. Zbrojny tłum wtargnął do dzielnic łacińskich atakując ich mieszkańców. Wielu łacinników uciekło z cesarskiej stolicy zaraz po obaleniu regentki, wielu jednak zostało na miejscu. Według relacji uczestnicy pogromu nie oszczędzali nikogo, mordując zarówno mężczyzn, dzieci, kobiety i starców. Aktem szczególnego okrucieństwa była dla łacinników masakra chorych w jednym ze szpitali. Grabiono i palono domy, kościoły i sklepy. Ze szczególnym okrucieństwem traktowano katolickich duchownych, papieski wysłanik, kardynał Jan, został zamordowany a jego obciętą głowę ciągnięto po ulicach. Nowy cesarz nie brał udziału w zajściach, ale zdaniem Europejczyków z zachodu był za nie odpowiedzialny. Oskarżano go o brak reakcji, co doprowadziło do masakry a nawet o inspirowanie pogromu.

## Następstwa
Wieści o masakrze zepsuły i tak już mocno zszargany obraz Bizancjum na zachodzie Europy. Już wcześniej oskarżano Greków o herezję, sprzyjanie Turkom, wrogość wobec krzyżowców, przewrotność i nie kierowanie się interesem chrześcijan. Stosunki handlowe i dyplomatyczne zostały wprawdzie szybko wznowione, ale łacinnicy nie zapomnieli wcale o pogromie i odnosili się do Greków z coraz bardziej otwartą wrogością. W 1185 roku Normanowie zaatakowali i złupili Tessalonikę, drugie co do wielkości miasto imperium. Cesarze zachodni, Fryderyk Barbarossa i Henryk VI grozili atakiem na Konstantynopol. Kulminacją narastającej nienawiści było zdobycie i złupienie stolicy cesarstwa przez siły IV krucjaty w 1204 roku, co w zasadzie przesądziło o rozłamie między wschodnimi a zachodnimi chrześcijanami.